# Panang

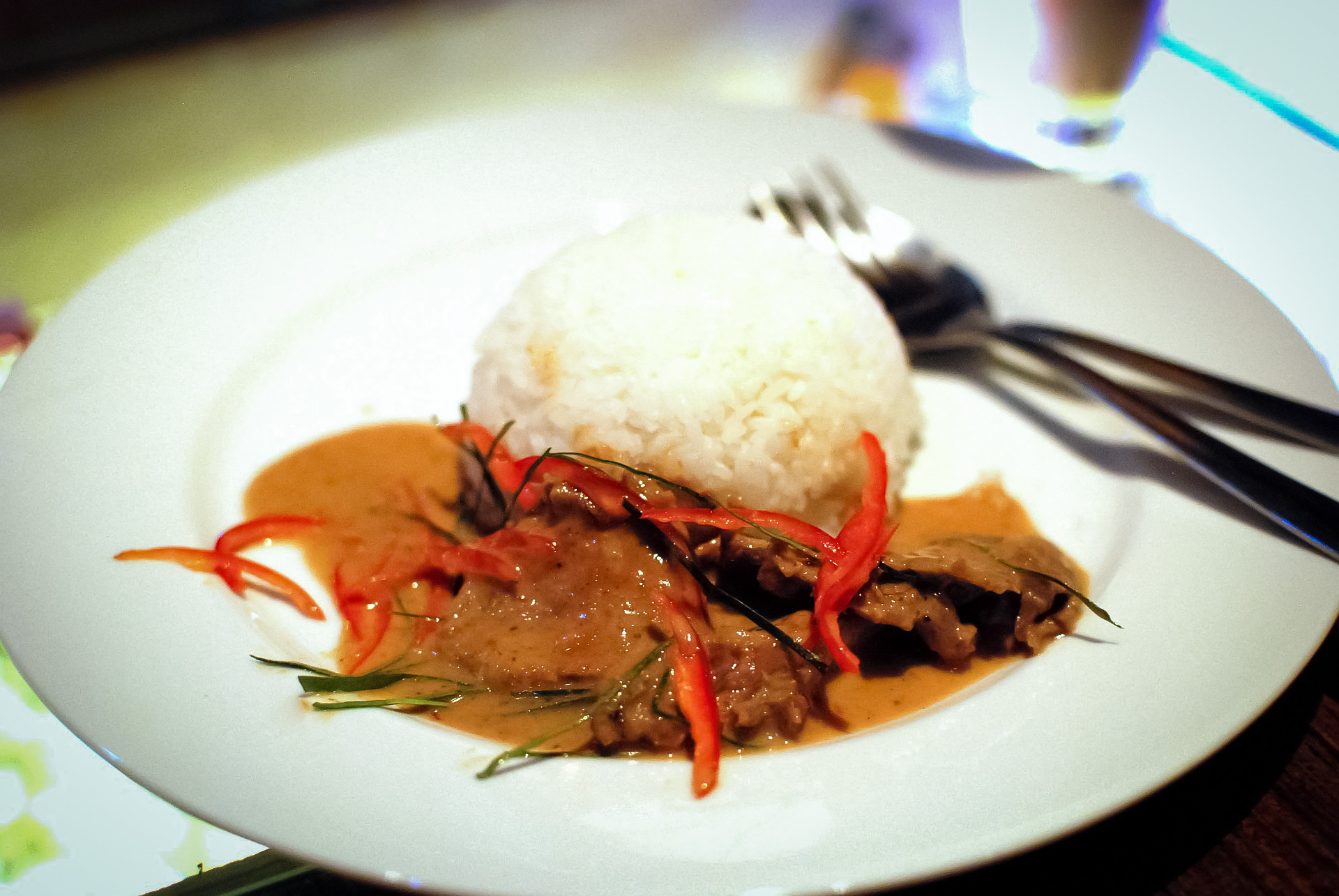
Biff panang med ris.

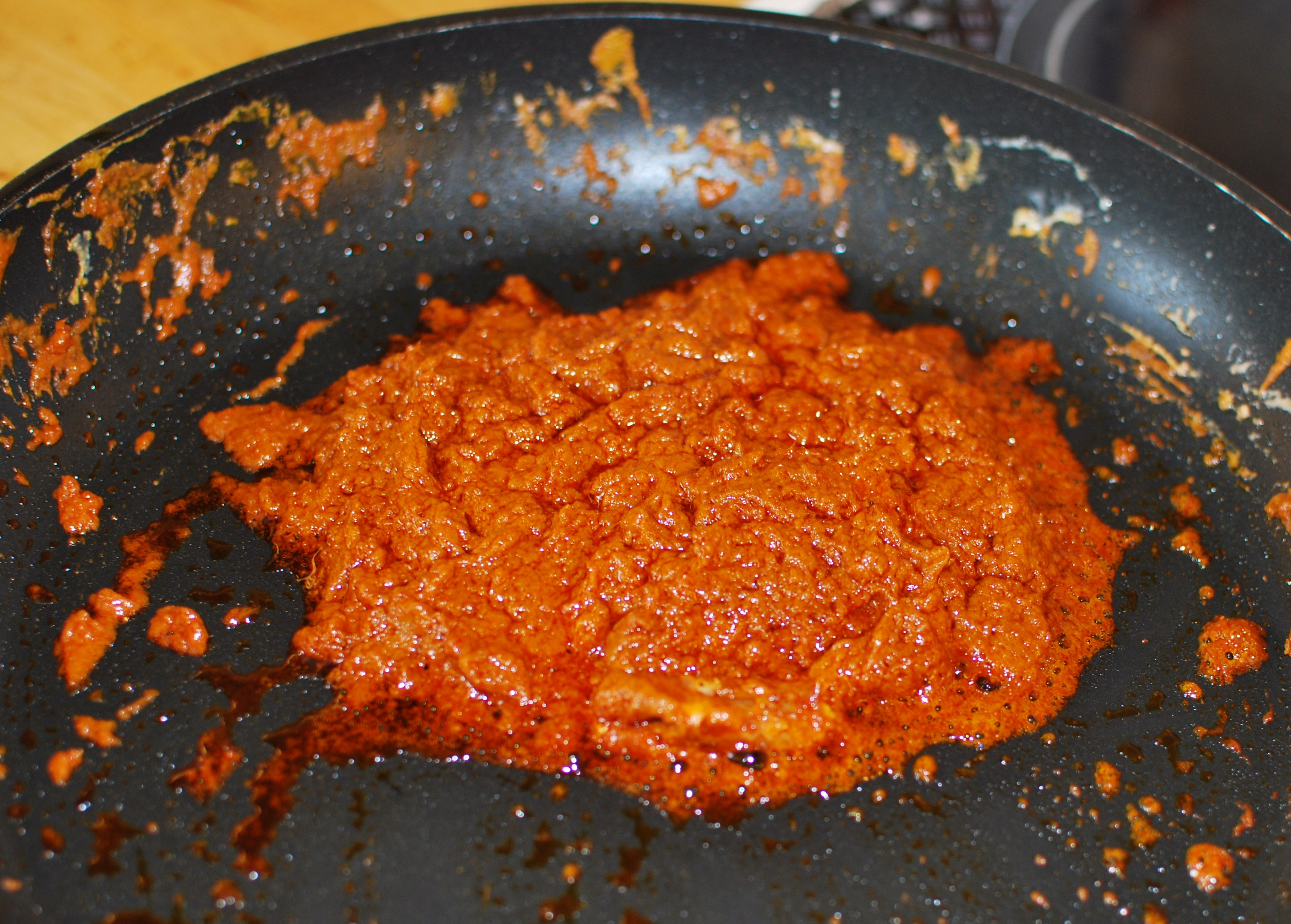
Panang currypasta steks med kokosmjölk för en rundare smak.

Panang (ibland phanaeng, penang eller paneng) är en kryddig thailändsk gryta, den påminner om röd curry men är något mildare och sötare. Tillsatsen av malda jordnötter gör också att den är tjockare i konsistensen. Den innehåller vanligtvis torkad chili, galangal, citrongräs, korianderrot, korianderfrö, kumminfrö, vitlök och jordnötter. 
Den grundläggande skillnaden mot en indisk curry är att den thailändska inte görs med malda kryddor, utan av en currypasta. Dessutom steks kryddorna inte som i Indien först i fett, utan pastan tillagas ofta med kokosmjölk.